# 200倍の夢 (Letit goのアルバム)
『200倍の夢』（200ばいのゆめ）は、Letit goの1枚目のオリジナル・アルバム。

デビュー曲の「勇気は君のEmblem」は未収録である。

## 収録曲
特記除く 全作詞:天野茂、全作曲・編曲:佐藤あつし
1. 夏色のCalendar
作詞:天野茂、作曲・編曲:田原音彦
2. 眩しい夏が来る前に
3. 200倍の夢（2ndシングル・大塚製薬「ポカリスエット」CMソング）
作詞:Letit go・佐藤あつし、作曲:佐藤あつし、編曲:亀田誠治
4. All This Time
作詞:天野茂、作曲:佐藤あつし
5. Only Love
作詞:天野茂、作曲:佐藤あつし
6. Free
作詞:天野茂、作曲・編曲:田原音彦
7. 明日になれば…（2ndシングルのカップリング・ポカリスエットよみうりオープンゴルフトーナメントテーマソング）
作詞:天野茂、作曲:小川博史、編曲:熊倉隆
8. 4年目の恋人
9. あなたを越えたくて（デビュー曲のカップリング）
作詞:佐藤あつし・八塚順子、作曲・編曲:佐藤あつし
10. Close Your Heart